# Утийские языки

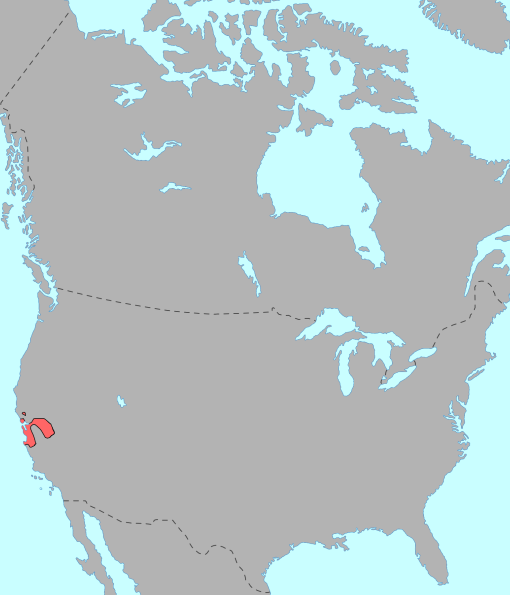
Утийские языки до прихода европейцев

Утийские языки, также именуются митсунские, или мивок-костаноанские языки — семья индейских языков Северной Америки, распространённых в центральной и северной части Калифорнии, США. На языках данной семьи говорят народности мивок и олони. Некоторые лингвисты рассматривают утийские языки в рамках более крупной гипотетической пенутийской макросемьи.
Все утийские языки находятся на грани исчезновения.

## Состав
Утийская семья состоит из 15 языков или диалектов и делится на две ветви, мивокскую и костаноанскую. Приведенная ниже классификация основывается на работе Каллаган (Callaghan, 2001). В других классификация северный костано, южный костано и каркин рассматриваются как отдельные языки, а их подгруппы — как диалекты:
I. Мивокские языки (мивок, мивук, мокелумнан) -
A. Восточные мивокские языки
1. Равнинный мивокский язык (†)
2. Заливный мивокский язык (или саклан) (†)
i. Сьерра-мивокские языки
3. Северный сьерра-мивокский язык (†)
4. Центральный сьерра-мивокский язык
5. Южный сьерра-мивокский язык.
B. Западные мивокские языки (†)
6. Прибрежный мивокский язык (†) — исчез, вероятно, включал два диалекта.
7. Озёрный мивокский язык (†)
II. Костаноанские языки (охлонийские, костано) (†) — вся ветвь в настоящее время исчезла. «Языки» чоченьо, тамьен и рамайтуш были настолько похожи, что, видимо, представляли собой диалекты одного языка.
A. Севернокостаноанская группа (†)
8. Чалон (или чолон, соледад) (†) (?) — возможно, переходный язык между северными и южными языками костано.
9. Авасвас (или костано-санта-крус) (†) — вероятно, не представлял собой одного языка, так как документированные записи носителей этого языка имеют существенные различия.
10. Тамьен (тамиэн, костан-санта-клара) (†)
11. Чоченьо (сан-хосе, восточный заливный костано)
12. Рамайтуш (или сан-францисканский костано)
B. Южнокостаноанская группа (†)
13. Муцун (или костано-сан-хуан-баутиста) (†)
14. Румсен (или румсиен, сан-карлос, кармель) (†)
C. ? Каркинская группа
15. Каркин (†)